# Duckman
Duckman (tytuł oryg. Duckman: Private Dick/Family Man, 1994–1997) – amerykański serial animowany stworzony przez Everetta Pecka. Wyprodukowany przez Klasky Csupo, Reno & Osborn Productions i Paramount Television.
Światowa premiera serialu miała miejsce 5 marca 1994 roku na antenie USA Network. Ostatni odcinek serialu został wyemitowany 6 września 1997 roku. W Polsce serial nadawany był dawniej na antenie Canal+ z polskim dubbingiem.

## Obsada głosowa
- Jason Alexander – Eric Tiberius Duckman
- Gregg Berger – Willibald Feivel Cornfed
- Dweezil Zappa – Ajax Duckman
- Dana Hill – Charles Duckman
- Pat Musick –
  - Charles Duckman (późniejsze odcinki),
  - Fluffy,
  - Uranus
- Elizabeth Daily – Mambo Duckman
- Nancy Travis –
  - Bernice Florence Hufnagel
  - Grandma-ma/Sophia Longnameovich,
  - Beverly Glenn Hufnagel,
  - Beatrice Hufnagel Duckman
- Tim Curry – George Herbert Walker Kurczak / King Chicken

## Wersja polska
Opracowanie i udźwiękowienie wersji polskiej: na zlecenie Canal+ – Studio Sonica
Reżyseria: Krzysztof Kołbasiuk
Dialogi: Joanna Klimkiewicz
Dźwięk i montaż:
- Sławomir Czwórnóg
- Jerzy Januszewski

Kierownictwo produkcji: Jacek Osławski
Wystąpili:
- Włodzimierz Press – Eric Tiberius Duckman
- Jolanta Zykun – Bernice
- Teresa Lipowska – Matka Mirabelle (odc. 2)
- Jolanta Żółkowska – Mambo Duckman
- Lucyna Malec – Charles Duckman
- Sławomir Pacek – Korba
- Radosław Pazura – Ajax Duckman
- Zbigniew Konopka –
  - aborygen (odc. 6),
  - ochroniarz (odc. 6),
  - nauczyciel biologii (odc. 6)
- Krzysztof Kołbasiuk – ojciec Mozarta (odc. 6)
- Aleksander Mikołajczak – George Herbert Walker Kurczak / King Chicken (odc. 6, 42)
- Izabela Dąbrowska –
  - kobiety z tłumu (odc. 29),
  - tłumaczka (odc. 29)
- Krystyna Kozanecka – niebieski pluszak (odc. 29, 32, 39)
- Paweł Szczesny –
  - Acker (odc. 29),
  - mężczyźni z tłumu (odc. 29),
  - żołnierz (odc. 29),
  - puertoguański generał (odc. 30),
  - Keese (odc. 30),
  - mieszkaniec Puerto Guano (odc. 30),
  - spiker TV (odc. 31)
- Janusz Wituch –
  - głos w radiu (odc. 29),
  - Richard (odc. 31),
  - Iggy Katalpa (odc. 32)
- Jerzy Mazur – ekspedient (odc. 30)
- Anna Apostolakis – Amanda (odc. 31)
- Olga Bończyk – Alexis (odc. 31)
- Jerzy Dominik –
  - Roland Thompson (odc. 37),
  - Sułtan Dendron (odc. 38)
- Jacek Kopczyński – Joe Walsh (odc. 37)
- Izabella Bukowska – Księżniczka Fallopia (odc. 38)
- Cezary Kwieciński – Jimmy (odc. 39)
- Dariusz Kurzelewski – policjant (odc. 47)
- Jerzy Molga – pan z opieki społecznej (odc. 47)
- Adam Szyszkowski – Brad (odc. 47)
- Andrzej Ferenc
- Beata Kawka
- Wojciech Machnicki
- Joanna Orzeszkowska
- Karina Szafrańska
- Aleksander Wysocki
- Beata Ziejka

i inni
Lektor:
- Janusz Wituch (napisy ekranowe w odc. 6, 29-30, 37),
- Krzysztof Kołbasiuk (baner w odc. 32),
- Jacek Kopczyński (napisy na drzwiach w odc. 32)